# جاك باركر دايش
جاك باركر دايش (بالإنجليزية: Jake Barker-Daish)‏ (7 مايو 1993 بداروين في أستراليا - ) هو لاعب كرة قدم أسترالي في مركز الوسط. شارك مع منتخب أستراليا تحت 20 سنة لكرة القدم ومنتخب أستراليا الوطني لكرة القدم تحت 23 سنة. أما مع النوادي، فقد لعب مع غولد كوست يونايتد ونادي أديلايد يونايتد ونادي جنوب ملبورن وAltona Magic SC ‏ وGreater Dandenong FC ‏.

## روابط خارجية
- جاك باركر دايش على موقع قاعدة بيانات كرة القدم.إي يو (الإنجليزية)
- جاك باركر دايش على موقع Soccerway.com (الإنجليزية)
- جاك باركر دايش على موقع عالم كرة القدم.نت (الإنجليزية)
- جاك باركر دايش على موقع GSA (الإنجليزية)